# La Flocellière
La Flocellière è una località di 2 456 abitanti situato nel dipartimento della Vandea nella regione dei Paesi della Loira. Comune autonomo fino al 2015, dal 1º gennaio 2016 si è fusa con i comuni di Les Châtelliers-Châteaumur, La Pommeraie-sur-Sèvre e Saint-Michel-Mont-Mercure per formare il nuovo comune di Sèvremont.

## Società

### Evoluzione demografica
Abitanti censiti